# Tips Films
Tips Films ou Tips Industries Pvt Limited est une société indienne de production et de distribution de films de Bollywood. Elle a produit beaucoup de films dont la plupart sont des succès au box office comme Ishq Vishk, Race et plus récemment Ajab Prem Ki Ghazab Kahani.

## Filmographie
- Prince (2010)
- Toh Baat Pakki! (2010)
- Ajab Prem Ki Ghazab Kahani (2009)
- Kismat Konnection (2008)
- Race (2008)
- Naqaab (2007)
- Hari Om (2004)
- Fida (2004)
- Footpath (2003)
- Ishq Vishk (2003)
- Dil Ka Rishta (2003)
- Danav (2003)
- Dil Hai Tumhaara (2002)
- The Legend of Bhagat Singh (2002)
- Raaz (2002)
- Albela (2001)
- Kunwara (2000)
- Jab Pyaar Kisise Hota Hai (1998)
- Raja Hindustani (1996)